# جون دوهرتي (لاعب كرة قدم)
جون دوهرتي (بالإنجليزية: John Doherty)‏ هو لاعب كرة قدم بريطاني، ولد في 12 مارس 1935 في مانشستر في المملكة المتحدة، وتوفي بنفس المكان في 13 نوفمبر 2007 بسبب سرطان الرئة. لعب مع ليستر سيتي ومانشستر يونايتد ونادي ألترينتشام.